# Airco DH.4
El Airco DH.4 fue un bombardero ligero diurno biplano biplaza de la Primera Guerra Mundial. Fue diseñado por Geoffrey de Havilland (de aquí la denominación "DH") para la compañía Airco, y fue el primer bombardero ligero diurno británico en poseer armamento defensivo eficaz.

## Diseño y desarrollo

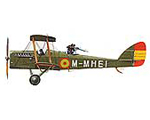
DH.4 español.

La producción en el Reino Unido estuvo a cargo de Airco y bajo subcontrato por F.W. Berwick & Co., Glendover Aircraft Company, Palladium Autocars Ltd, Vulcan Motors & Engineering Co., Waring & Gillow Ltd y Westland Aircraft Works. SABCA de Bélgica construyó quince unidades. La producción combinada de estos fabricantes y compañías subsidiarias totalizó 1449 unidades en el Reino Unido para el RFC y el RNAS.
En la producción estadounidense, el DH.4 se mostró adecuado para albergar al nuevo motor Liberty L-12. Aunque una aeronave equipada así mostraba unas prestaciones ligeramente inferiores a las de las aeronaves con motor Eagle, el motor Liberty propulsó también al avión británico DH.9A.

## Historia operacional
El DH.4 entró en servicio con el RFC en enero de 1917, siendo usado por primera vez por el 55th Squadron del Royal Flying Corps (RFC), en Francia, que despegaron desde Fienvilliers el 6 de abril de 1917 para ir a bombardear Valenciennes. Su versión construida por Westland llevaba el motor Eagle, dos ametralladoras sincronizadas de tiro frontal y un afuste anular Scarff en la cabina del observador. 
El DH.4 probó ser un gran éxito y fue considerado como el mejor bombardero de motor único de la Primera Guerra Mundial. Con su fiabilidad e increíbles prestaciones (aún con su peso al tope por las bombas) el modelo probó ser muy popular con sus tripulaciones. El Airco DH.4 era sencillo de volar, y especialmente cuando estaba equipado con el motor Eagle, su velocidad y prestaciones en altitud le otorgaban una gran posibilidad de ser invulnerable a la interceptación por los cazas alemanes, de tal modo que el DH.4 raras veces requería una escolta de cazas para cumplir sus misiones. 
A pesar de su éxito, la cantidad de unidades en servicio con el RFC empezaron a declinar desde la primavera de 1918, debido principalmente a la escasez de motores, y al cambio de la producción hacia el modelo DH.9, del cual se esperaba un mejor desempeño, que se convirtió en decepción, al ser este último inferior al DH.4. La producción fue abandonada por el posterior DH.9A con el motor American Liberty.
Al momento de entrar en la guerra, el Servicio Aéreo del Ejército carecía de una aeronave adecuada para el servicio en la línea del frente. Los oficiales, sin embargo, se procuraron aeronaves de Gran Bretaña y Francia, siendo una de ellas el DH.4A, que fue fabricado principalmente por Dayton-Wright y Fisher Body como DH-4 para el servicio en Estados Unidos desde 1918. El motor era el Packard Liberty 12 de 400 hp y estaba armado con dos ametralladoras Marlin de 7,62 mm en el capó y dos ametralladoras Lewis del mismo calibre en la parte posterior; y podía albergar 322 libras en bombas. El motor más pesado reducía un poco sus prestaciones en comparación con las unidades propulsadas por motores Rolls-Royce, pero como "Liberty Plane" (Avión de la Libertad), llegó a ser el biplaza polivalente estándar de las fuerzas estadounidenses, y en general era muy popular entre sus tripulaciones. El DH.4A volaba con 13 escuadrones estadounidenses hacia el final de 1918.

## Variantes

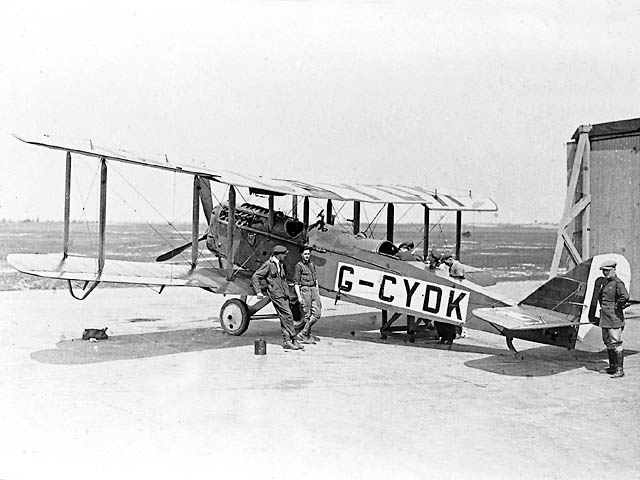

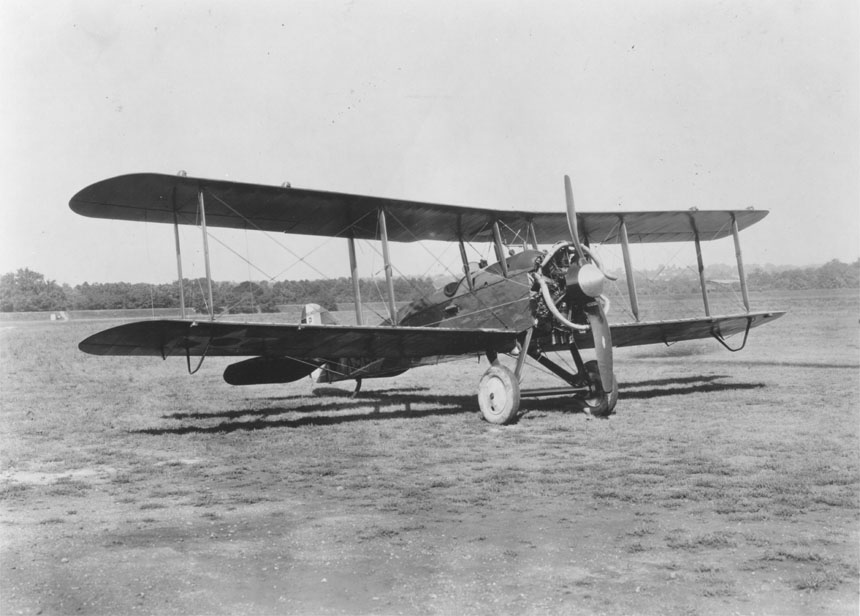
Motor radial Wright (R-1) instalado en una célula De Havilland DH-4B.

### Variantes del Reino Unido
DH.4
Bombardero biplano biplaza diurno.
DH.4A
Versión civil. Construida en el Reino Unido. Dos pasajeros en cabina acristalada detrás del piloto.
DH.4R
Avión de carreras monoplaza, motor Napier Lion de 340 kW (450 hp).

### Variantes soviéticas
Copia de DH.4 fabricada por Polikarpov en la antigua Dux Factory en los años 20.

### Variantes de Estados Unidos[1]
DH-4
Bombardero biplano diurno biplaza, construido en los Estados Unidos.
DH-4A
Versión civil, construida en los Estados Unidos.
DH-4B
Versión reconstruida de DH-4 propulsados por motores Liberty para el Servicio Aéreo estadounidense. Cabina del piloto recolocada por detrás del depósito de combustible, junto a la cabina de observador.
DH-4B-1
Capacidad aumentada de combustible (420 l).
DH-4B-2
Versión de entrenamiento.
DH-4B-3
Equipado con un depósito de combustible de 511 l.
DH-4B-4
Versión civil.
DH-4B-5
Conversión civil experimental con cabina cerrada.
DH-4BD
Versión de fumigación del DH-4B.
DH-4BG
Equipado con generadores de humo.
DH-4BK
Versión de vuelo nocturno.
DH-4BM
Versión monoplaza de comunicaciones.
DH-4BM-1
Versión de control doble del BM.
DH-4BM-2
Versión de control doble del BM.
DH-4-BP
Versión experimental de fotorreconocimiento.
DH-4-BP-1
BP convertidos para realizar tareas de reconocimiento.
DH-4BS
Bancada para Liberty turboalimentados.
DH-4BT
Entrenador doble mando.
DH-4BW
Bancada para probar el motor Wright H.
DH-4C
Motor Packard de 220 kW (300 hp).
DH-4L
Versión civil.
DH-4M
Versión reconstruida del DH-4 con fuselaje de tubos de acero.
DH-4Amb
Ambulancia.
DH-4M-1
Versión de posguerra del Boeing Model 16 con nuevo fuselaje, designado O2B-1 por la Armada.
DH-4M-1T
Conversiones de DH-4M a entrenadores doble mando.
DH-4M-1K
Conversiones a remolque de planeadores.
O2B-2
Conversión de vuelo nocturno y transcontinental para la Armada.
DH-4M-2
Versión de posguerra de Atlantic.
L.W.F. J-2
Desarrollo bimotor del DH-4 de largo alcance (también conocido como Twin DH), propulsado por dos motores Hall-Scott Liberty 6 de 150 kW (200 hp) y con una envergadura de 16,04 m; 20 construidos para el Servicio Postal estadounidense, 10 para el Ejército estadounidense.
XCO-7
(Boeing Model 42) Versión biplaza de observación con alas diseñadas por Boeing, cola agrandada y tren de aterrizaje dividido.
XCO-8
Designación de un Atlantic DH-4M-2 equipado con las alas del Loening COA-1 y propulsado por un motor Liberty 12A.

## Operadores

### Civiles
Argentina
- Sociedad Rioplatense de Aviación

 Australia
- Qantas

 Bélgica
- SNETA

 Estados Unidos
- Servicio Postal de los Estados Unidos

 Reino Unido
- Aircraft Transport and Travel
- Handley Page Transport
- Imperial Airways
- Instone Air Line

### Militares
Bélgica
- Aviation Militaire Belge

 Canadá
- Fuerza Aérea Canadiense (1918-20)
- Real Fuerza Aérea Canadiense

 Chile
- Fuerza Aérea de Chile

 Cuba
- Fuerza Aérea de Cuba: DH-4 construidos en Estados Unidos.

 España
- Aeronáutica Militar

 Estados Unidos
- Servicio Aéreo del Ejército de los Estados Unidos
- Armada de los Estados Unidos
- Cuerpo de Marines de los Estados Unidos

 Grecia
- Fuerza Aérea Griega
- Armada Griega

 Irán
- Fuerza Aérea Imperial Iraní

 México
- Fuerza Aérea Mexicana

 Nicaragua
- Fuerza Aérea Nicaragüense: recibió siete DH-4.

 Nueva Zelanda
- Fuerza Aérea Permanente de Nueva Zelanda: operó dos aviones de 1919 a 1929. Fueron usados por la NZPAF como aviones de entrenamiento avanzado. El DH.4 tiene la distinción de ser el primer avión en sobrevolar el Monte Cook el 8 de septiembre de 1920. También estableció un récord de Nueva Zelanda de altitud de 6400 m, el 27 de noviembre de 1919.

 Reino Unido
- Real Cuerpo Aéreo
- Real Fuerza Aérea Británica
- Real Servicio Aéreo Naval

 Sudáfrica
- Fuerza Aérea Sudafricana

 Turquía
- Fuerza Aérea Turca

 Unión Soviética
- Fuerza Aérea Soviética

## Especificaciones técnicas (motor Eagle VIII)

### Características generales
- Tripulación: Dos (piloto y ametrallador).
- Longitud: 9,4 m (30,7 ft)
- Envergadura: 12,9 m (42,4 ft)
- Altura: 3,4 m (11 ft)
- Superficie alar: 40,3 m² (434 ft²)
- Peso vacío: 1083 kg (2386,9 lb)
- Peso cargado: 1575 kg (3471,3 lb)
- Planta motriz: 1× motor lineal V-12 refrigerado por agua Rolls-Royce Eagle VIII.
  - Potencia: 289 kW (398 HP; 393 CV)

### Rendimiento
- Velocidad nunca excedida (Vne): 230 km/h al nivel del mar
- Alcance: 770 km (416 nmi; 478 mi)
- Techo de vuelo: 6700 m (21 982 ft)
- Régimen de ascenso: 5,1 m/s (1000 ft/min)
- Carga alar: 39,5 kg/m² (8 lb/pie²)
- Potencia/peso: 0,266 kW/kg (0,108 hp/lb)
- Tiempo hasta 3048 m (10 000 pies): 9 min

### Armamento
- Ametralladoras: 

  - 1x Vickers de 7,7 mm de tiro frontal
  - 1x Lewis en anillo Scarff en cabina trasera
- Bombas: 

  - Hasta 210 kg

## Aeronaves relacionadas

### Secuencias de designación
- Secuencia DH._ (interna de de Havilland): DH.1 - DH.2 - DH.3 - DH.4 - DH.5 - DH.6 - DH.9/DH.9A/DH.9C →
- Secuencia Numérica (interna de Boeing): ← 8 - 10 - 15 - 16 - 21 - 40 - 42 →
- Secuencia CO-_ (Aviones de Observación del Cuerpo del USAAS, 1922-24): ← CO-5 - CO-6 - CO-7 - CO-8
- Secuencia O_B (Aviones de Observación de la Armada estadounidense, 1922-1962 (Boeing, 1923-1962)): OB - O2B